# 菁寮
菁寮，原寫為菁藔，是臺灣臺南市後壁區的一個傳統地域名稱，位於該區中部至北部中央地帶。相較於今日行政區，其範圍大致包括菁豐里西南半部、菁寮里不含西南部、長短樹里東北端、後壁里西北端、侯伯里西端、上茄苳里西部邊界地帶南段。

## 歷史
台灣日治初期，菁寮地區為一（舊制）街庄，稱為「菁藔庄」，隸屬於下茄苳北堡。該庄西北及北隔八奬溪（八掌溪）與頂潭庄、施厝藔庄、三角仔庄為界，東北與崩埤庄為鄰，東南邊為上茄苳庄、下茄苳庄，西南邊為長短樹庄、白沙墩庄。
1901年（日治明治三十四年）11月，全台設置二十廳，該庄隸屬於鹽水港廳。1903年（明治三十六年）6月，該庄編入「菁藔區」，隸屬於鹽水港廳。1909年（明治四十二年）10月，合併二十廳為十二廳，菁藔區改隸屬於嘉義廳。1920年（大正九年），廢十二廳改設五州二廳，該庄改制並雅化為「菁寮」大字，隸屬於臺南州新營郡後壁庄（新制街庄）。
戰後後壁庄改制為後壁鄉，隸屬於臺南縣，大字亦改制為村。1950年雲、嘉、南分治，後壁鄉仍隸屬於臺南縣。2010年12月25日，因臺南縣市合併為直轄市臺南市，後壁鄉改制為後壁區，村亦改制為里。

## 聚落
本地區發展較早的聚落有雙寛藔、崁頂、前菁藔、後菁藔、後部、二崁等，在日治期初期的官方地圖上已有記載。

## 交通
台鐵縱貫線是台灣西部南北鐵路幹線，經過本地區東部邊界地帶，並在本地區東南部邊界外不遠處設有後壁車站。該站屬甲種簡易站，只停靠區間車；由此等可前往台鐵沿線各站。
國道1號又稱「中山高速公路」，是台灣西部兩條縱向高速公路之一，經過本地中部偏東，境內未設交流道。最近的交流道在北側是省道台82線文會處的嘉義系統交流道及縣道168號交會處的水上交流道，在南側是市道172號交會處的新營交流道，由此等可快速前往國道1號沿線各地。
省道台1線又稱「縱貫公路」，是臺北至屏東縣楓港的傳統平面幹道，經過本地區東部邊界地帶。由該道路北行可前往嘉義縣水上鄉、嘉義市、嘉義縣民雄鄉、溪口鄉東端、大林鎮等地，南行可前臺南市後壁區後壁市區、新營區、柳營區、六甲區等地。
區道南80線是上帝廟至下茄苳的道路。
區道南82線是溪畔至後壁的道路。
區道南84線是菁寮至嘉民的道路。
區道南85線是後廍至新營的道路。
區道南85-1線是頂長至魚寮的道路。

## 設施
- 菁寮國小
- 菁寮老街